# Cilacap
Cilacap (alte Schreibweise: Tjilatjap) ist eine Stadt mit Seehafen an der südlichen Küste von Java in Indonesien. Sie ist die Hauptstadt des Regierungsbezirks Cilacap, in der Provinz Zentraljava (Jawa Tengah).
Der Hafen ist der einzige natürliche Tiefwasserhafen der Südküste Javas und kann daher auch große Schiffe abfertigen.
Nördlich der Stadt fließt der Fluss Serayu in den Indischen Ozean. Die Gefängnisinsel Nusa Kambangan mit mehreren Hochsicherheitsgefängnissen befindet sich weniger als einen Kilometer vor der südlichen Küste.
Im Jahr 1580 legte Francis Drake auf der Rückreise seiner Weltumsegelung in Tjilatjap an. Zwischen 1861 und 1879 bauten die Niederländer das Fort Benteng Pendem. Die deutsche Schriftstellerin Therese von Bacheracht starb hier im September 1852.
Während des Zweiten Weltkriegs war der Hafen wichtiger Anlaufpunkt zahlreicher Kriegsschiffe und für die Bewohner der Insel, die beabsichtigten vor der japanischen Invasion von Java per Schiff oder per Flugboot in Richtung Australien zu flüchten. Am 8. März 1942 nahm die Kaiserlich Japanische Armee unter Generalleutnant Sakaguchi Shizuo die Stadt ein.
Der Hafen wird von zahlreichen Schiffen des nationalen wie auch internationalen Warenverkehrs angelaufen. Der Flughafen Tunggul Wulung befindet sich wenige Kilometer nördlich und bietet regelmäßige Flüge in die Hauptstadt Jakarta. Die Stadt ist an das Schienennetz auf Java angeschlossen.
Seit 1974 befindet sich in der Stadt eine Erdölraffinerie des staatlichen Unternehmens Pertamina. Das Schweizer Unternehmen Holcim betreibt ein Werk zur Herstellung von Zement.